# Iris (mytologi)
 For alternative betydninger, se Iris. (Se også artikler, som begynder med Iris)
Iris er den budbringende gudinde i den græske mytologi, og hun personificerer regnbuen. Det er hende og Thetis, Achilleus' mor, guderne sendte til Achilleus som budbringere, efter at han havde kørt nogle gange rundt om Patroklos  grav med Hektors lig, for at overtale ham til at lade kong Priamos komme og få udleveret liget af sin søn mod løsepenge.